# Mimesa bruxellensis
Mimesa bruxellensis är en stekelart som beskrevs av Jean Bondroit 1934. Mimesa bruxellensis ingår i släktet Mimesa, och familjen Crabronidae. Enligt den svenska rödlistan är arten nära hotad i Sverige. Arten förekommer i Götaland och Svealand. Artens livsmiljö är jordbrukslandskap, stadsmiljö.